# Palaeorhiza speciosa
Palaeorhiza speciosa là một loài Hymenoptera trong họ Colletidae. Loài này được Hirashima mô tả khoa học năm 1981.